# Арборе (комуна)
Арборе (рум. Arbore) — комуна у повіті Сучава в Румунії. До складу комуни входять такі села (дані про населення за 2002 рік):
- Арборе (5104 особи) — адміністративний центр комуни
- Боднерень (329 осіб)
- Кліт (1325 осіб)

Комуна розташована на відстані 366 км на північ від Бухареста, 26 км на захід від Сучави, 140 км на північний захід від Ясс.

## Населення
За даними перепису населення 2002 року у комуні проживали 6758 осіб.
Національний склад населення комуни:
| Національність | Кількість осіб | Відсоток |
| -------------- | -------------- | -------- |
| румуни         | 6487           | 96,0%    |
| українці       | 143            | 2,1%     |
| цигани         | 110            | 1,6%     |
| німці          | 15             | 0,2%     |
| угорці         | 1              | < 0,1%   |
| греки          | 1              | < 0,1%   |
| поляки         | 1              | < 0,1%   |

Рідною мовою назвали:
| Мова       | Кількість осіб | Відсоток |
| ---------- | -------------- | -------- |
| румунська  | 6596           | 97,6%    |
| українська | 138            | 2,0%     |
| циганська  | 13             | 0,2%     |
| німецька   | 11             | 0,2%     |

Склад населення комуни за віросповіданням:
| Релігія            | Кількість осіб | Відсоток |
| ------------------ | -------------- | -------- |
| православні        | 5676           | 84,0%    |
| п'ятдесятники      | 812            | 12,0%    |
| греко-католики     | 153            | 2,3%     |
| адвентисти         | 67             | 1,0%     |
| римо-католики      | 36             | 0,5%     |
| бретрени           | 5              | 0,1%     |
| не релігійні       | 4              | 0,1%     |
| баптисти           | 2              | < 0,1%   |
| лютерани           | 1              | < 0,1%   |
| не вказали релігію | 2              | < 0,1%   |